# Idrizovo
Idrizovo (en macédonien Идризово) est un village situé à Gazi Baba, une des dix municipalités spéciales qui constituent la ville de Skopje, capitale de la Macédoine du Nord. Le village comptait 2040 habitants en 2002. Il se trouve sur la route qui relie Skopje à son aéroport et à proximité du Vardar. Le village est connu depuis les années socialistes pour sa prison, l'une des plus grandes du pays.

## Démographie
Lors du recensement de 2002, le village comptait :
- Macédoniens : 1 087
- Albanais : 809
- Bosniaques : 28
- Turcs : 23
- Serbes : 16
- Roms : 4
- Autres : 73